# 硝酸锔
硝酸锔是锔的硝酸盐，化学式 Cm(NO
3)
3。

## 制备
硝酸锔可以由二氧化锔和硝酸反应而成。
它也可以由锔和硝酸反应而成：
{\displaystyle {\mathsf {Cm+4HNO_{3}\ \xrightarrow {\ } Cm(NO_{3})_{3}+NO+2H_{2}O}}}

## 性质
硝酸锔是一种固体。它的水合物在90 至180 °C 下失去结晶水，而无水物在 400 °C分解成二氧化锔。

## 用处
硝酸锔可以用来制备二氧化锔。